# Papoealori
De papoealori (of vogelkoplori, Charmosyna papou) is een papegaai uit Nieuw-Guinea. De wetenschappelijke naam van de soort is in 1786 voor het eerst geldig gepubliceerd door Giovanni Antonio Scopoli. 

## Leefwijze
Papoealori's leven in paren of in kleine groepen en houden zich het meest in bloeiende bomen op. Hun voedsel bestaat uit nectar, pollen, bloemen, knoppen, vruchten, en kleine zaden. Soms eten ze ook insecten en larven. 

## Verspreiding
De soort leeft in bergwouden in West-Papua (noordwestelijk Nieuw-Guinea, ook wel Vogelkop genaamd).

## Status
De grootte van de populatie is niet gekwantificeerd maar de soort wordt omschreven als vrij algemeen. Op de Rode lijst van de IUCN heeft deze soort de status niet bedreigd.